# Kuliai
Kuliai est un village de l'Apskritis de Telšiai en Lituanie. En 2001, la population est de 704 habitants.

## Histoire
En juin 1941, les nationalistes lituaniens de la ville arrêtent les membres de la communauté juive. 85 juifs seront ensuite assassinés, principalement dans une exécution de masse.